# Otto Kuntze
Pour les articles homonymes, voir Kuntze.
Carl Ernst Otto Kuntze est un  botaniste saxon, né le 23 juin 1843 à Leipzig et mort le 27 janvier 1907 à Sanremo en Italie.

## Biographie
Il poursuit ses études à l’université de Berlin et à celle de Leipzig. Il fait le tour du monde, de 1874 à 1876. Il fonde l’herbarium de Berlin (1884-1890). De 1891 à 1892, il voyage en Europe, en Afrique du Nord, en Amérique du Sud et en Transcaucasie. Il prend sa retraite en 1895.
Il est notamment l’auteur de Revisio Generum Plantarum (trois volumes, 1891-1898), Lexicon generum phanerogamarum (1903). Il étudie la flore et la faune de la mer des Sargasses, de Singapour et de l’Inde.

## Hommages
- (Acanthaceae) Arrhostoxylum kuntzei (Lindau) Bremek.[2]
- (Acanthaceae) Hypoestes kuntzei C.B.Clarke ex Ridl.[3]
- (Aizoaceae) Brownanthus kuntzei (Schinz) Ihlenf. (de) & Bittrich (sv)[4]
- (Araliaceae) Oreopanax kuntzei Harms ex Kuntze[5]
- (Asclepiadaceae) Asclepias kuntzei Schltr.[6]
- (Asteraceae) Berkheyopsis kuntzei O.Hoffm. (en) ex Kuntze[7]
- (Asteraceae) Stevia kuntzei Hieron.[8]
- (Bignoniaceae) Zeyheria (en) kuntzei K.Schum. ex Kuntze[9]
- (Cucurbitaceae) Sicyos kuntzei Cogn. ex Kuntze[10]
- (Cyperaceae) Cyperus kuntzei Boeckeler (de)[11]
- (Cyperaceae) Dichromena kuntzei (C.B.Clarke ex O.Ktze) J.F.Macbr.[12]
- (Cyperaceae) Eleocharis kuntzei Boeckeler (de)[13]
- (Cyperaceae) Rhynchospora kuntzei C.B.Clarke in Kuntze[14]
- (Dioscoreaceae) Dioscorea kuntzei Uline (es) ex Kuntze[15]
- (Fabaceae) Astragalus kuntzei E. Sheld. (es)[16]
- (Gentianaceae) Gentianella kuntzei (Gilg) T.N.Ho & S.W.Liu[17]
- (Juncaceae) Juncus kuntzei Buchenau ex Vierh.[18]
- (Lamiaceae) Plectranthus kuntzei Gürke[19]
- (Leguminosae) Cassia kuntzei Hosseus[20]
- (Loasaceae) Caiophora kuntzei Urb. & Gilg[21]
- (Lythraceae) Nesaea (es) kuntzei Koehne[22]
- (Malvaceae) Cristaria (es) kuntzei Speg.[23]
- (Malvaceae) Hibiscus kuntzei Ulbr.[24]
- (Melastomataceae) Acinodendron (pt) kuntzei (Cogn.) Kuntze[25]
- (Piperaceae) Peperomia kuntzei C.DC. ex Kuntze[26]
- (Polygonaceae) Polygonum kuntzei P.Fourn.[27]
- (Rubiaceae) Diodia kuntzei K.Schum.[28]